# Констант
Констант (лат. Flavius Iulius Constans, між 320 та 323 роками — 350 у Аквітанії) — був четвертим та наймолодшим сином Костянтина Великого і третім сином Фаусти (з Костянтином II).
Констант носив титул перемоги Sarmaticus («великий переможець Сарматський») з 338 р.

## Біографія
Ще у дитячому віці 23 грудня 333 року Констант був проголошений цезарем. Незабаром після цього був заручений з Олімпіадою, донькою Флавія Аблобія, преторіанського префекта. Проте так і не одружився з нею, внаслідок гомосексуальності.
У 335 отримав в управління Італію, Африку, Іллірійські провінції. Після смерті Костянтина Великого 22 травня 337 відбулася велика зачистка претендентів на трон. 9 вересня 337 при новому розділі держави у Сірмії Констант отримує разом з титулом авґуст весь Балканський півострів, крім Фракії.

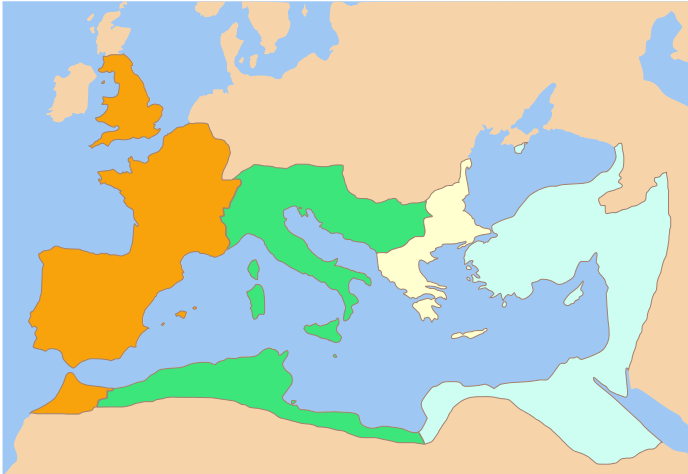
Поділ Римської імперії після Костянтина Великого: зліва направо території Костянтина II, Константа І, Далмація і Констанція II. Після смерті Костянтина І (травень 337) таким був формальний поділ імперії, до того часу поки Далмацій не був вбитий і його землі поділені між Константом та Костянтином.

Пізніше коли його брат Костянтин II, імператор Заходу, в результаті суперечки про кордони у 340 році оголосив йому війну і загинув при Акуїлеї, Констант отримав увесь Захід (Британію, Галію і Іспанію). За його наказом створено легіони Legio I Iulia Alpina, Legio II Iulia Alpina, Legio III Iulia Alpina.
Імператор воював з сарматами та слов'янськими племенами на Дунаї, франками на Рейні, пиктами і скоттами в Британії.
Констант отримав християнське виховання і був ревний прихильник нікейського символу віри на відміну від свого брата аріянця Констанція II. Підтримував під час аріянського розколу сторону Афанасія Великого і боровся проти язичників, юдеїв і донатистів в Африці.
Також був нетерпимий до послідовників інших християнських вчень. Своєю нетерпимістю та військовою недолугістю він викликав до себе ненависть і презирство. Так, коли 18 січня 350 року в Отені з'явився узурпатор Магненцій який був романізованим франком і скарбничим Константа, армія здійснила переворот. Констант утік до Піренеїв, однак дорогою його впіймали й посадили у замку в Ельне, а пізніше вбили.
Магненцій був переможений Констанцієм II у 353 році, який і взяв на себе усю повноту влади.